# ダイアン・ウェイ・リャン
ダイアン・ウェイ・リャン（Diane Wei Liang、1966年 - ）は、中華人民共和国・北京出身の小説家、推理作家。20代前半のころよりアメリカ合衆国やイギリスで暮らし、執筆活動は英語で行っている。国籍は2008年の時点で、アメリカ合衆国およびイギリス。著作はフランス語やドイツ語、スペイン語、スウェーデン語、日本語などに翻訳されている。

## 略歴
1966年、北京生まれ。大学を出た両親のもとに生まれたが、1970年、文化大革命の上山下郷運動により家族とともに強制的に中国南西部に移住させられ、2年ほど地方の農村で暮らした。1972年に北京に戻り、この地で教育を受ける。北京大学に入学し心理学を専攻したが、民主化を求める学生運動に参加し、1989年の天安門事件ののちアメリカ合衆国に移住。カーネギーメロン大学で経営学の博士号を取得し、アメリカのミネソタ大学で経営学を教えた。ドイツ人の経営コンサルタントと結婚し、1998年、イギリス・ロンドンに移住。ロンドン大学のロイヤル・ホロウェイ校で経営学の教授を務めた。
育児休暇でロンドン大学を休んでいた2003年、天安門事件を中心に生い立ちや恋愛などについてまとめた回想録『Lake with no name : A true story of love and conflict in modern China』を出版。その後、北京を舞台にした推理小説の執筆をすすめられ、レイモンド・チャンドラーやジョルジュ・シムノンなどの著作を読み、2007年、小説家としてのデビュー作『翡翠の眼』（The Eye of Jade）を出版した。この作品は、中国国家警察の公安部を辞めて北京で探偵事務所を開いている女性私立探偵の王梅（ワン・メイ）が活躍するミステリで、翌年にはシリーズ2作目の『Paper Butterfly』を刊行している。2006年より、大学を辞めて専業作家になっている。

## 日本語訳作品
- 翡翠の眼 （訳：羽地和世、2008年6月、ランダムハウス講談社、ISBN 9784270101971）（The Eye of Jade (2007)）

## 著作リスト
イギリスで刊行、英語。

### 長編小説
- The Eye of Jade (2007)（翡翠の眼）
- Paper Butterfly (2008)

### ノンフィクション
- Lake with no name : A true story of love and conflict in modern China (2003) - 回想録